# شهرستان اینابه، میه

شهرستان اینابه، میه (انگلیسی: Inabe District, Mie) یکی از شهرستان‌های ژاپن است که در استان میه در ژاپن واقع شده‌است.